# Deerfield (Misuri)
Deerfield es una villa ubicada en el condado de Vernon en el estado estadounidense de Misuri. En el Censo de 2010 tenía una población de 81 habitantes y una densidad poblacional de 306,61 personas por km².

## Geografía
Deerfield se encuentra ubicada en las coordenadas 37°50′19″N 94°30′28″O / 37.83861, -94.50778. Según la Oficina del Censo de los Estados Unidos, Deerfield tiene una superficie total de 0.26 km², de la cual 0.26 km² corresponden a tierra firme y (0%) 0 km² es agua.

## Demografía
Según el censo de 2010, había 81 personas residiendo en Deerfield. La densidad de población era de 306,61 hab./km². De los 81 habitantes, Deerfield estaba compuesto por el 95.06% blancos, el 0% eran afroamericanos, el 1.23% eran amerindios, el 1.23% eran asiáticos, el 0% eran isleños del Pacífico, el 0% eran de otras razas y el 2.47% pertenecían a dos o más razas. Del total de la población el 0% eran hispanos o latinos de cualquier raza.